# Инвариант Парри — Салливана
В математике инвариант Парри — Салливана (или  число Парри — Салливана) — это числовое значение, представляющее интерес при изучении матриц инцидентности в теории графов и некоторых одномерных динамических систем. Инвариант даёт частичную классификацию нетривиальных неприводимых матриц инцидентности.
Инвариант назван по имени английского математика Билла Парри и американского математика Денниса Салливана, которые описали инвариант в совместной статье, опубликованной в журнале Topology в 1975 году.

## Определение
Пусть A — n × n матрица инцидентности. Число Парри – Салливана матрицы A определяется как
{\displaystyle \mathrm {PS} (A)=\det(I-A),}
где I — n × n единичная матрица.

## Свойства
Можно показать, что для нетривиальных неприводимых матриц инцидентности эквивалентность потока полностью определяется числом Парри — Салливана и группой Боуэна — Франка.